# Kapasikele
Kapasikele was en is een dorp in het district Brokopondo in Suriname. Het dorp lag op de locatie waar het Brokopondostuwmeer volstroomde. Toen het stuwmeer onder water werd gezet, vanaf 1964, werd stroomopwaarts aan de Boven-Surinamerivier een nieuw dorp gevormd met dezelfde naam. Aan de overzijde van de dorp lag Reinsdorp. Kapasikle is met een binnenweg verbonden met Nieuw-Lombe (stroomopwaarts), dat eveneens een transmigratiedorp is. Het voormalige dorp kende toen 113 inwoners en het nieuw opgezette dorp 120 inwoners (in 80 huizen, census van 2012).
In het dorp wordt door vrouwen cassave verbouwd. De geoogste cassave wordt verwerkt tot instant kokori' (gerookte cassave-ontbijtpap). De coöperatie in het dorp, Agro Coöperatie Wi! Uma Fu Sranan, kreeg in 2017 bezoek van functionarissen van de Inter-Amerikaanse Ontwikkelingsbank (IDB) die de landbouwontwikkeling in het dorp financieel ondersteunt. Bij de coöperatie zijn vijfentwintig zelfstandig werkende vrouwen aangesloten (stand 2016).